# جورج إتش هولمز
جورج إتش هولمز (بالإنجليزية: George H. Holmes)‏ هو طيار وضابط أمريكي، ولد في 6 فبراير 1898، وتوفي في 11 فبراير 1965.